# Albania en el Festival de la Canción de Eurovisión 2024
Albania participó en el Festival de la Canción de Eurovisión 2024 en Malmö, Suecia, con «Titan» interpretada por Besa Kokëdhima. La candidatura, originalmente titulada «Zemrën n'dorë», fue seleccionada mediante votación separada durante el tradicional concurso de selección nacional Festivali i Këngës, organizado por la emisora albanesa Radio Televizioni Shqiptar (RTSH).
Albania fue seleccionada para competir en la segunda semifinal del Festival de la Canción de Eurovisión que tuvo lugar el 9 de mayo de 2024 y luego fue seleccionada para actuar en la posición 2. Al final del espectáculo, «Titan» no fue anunciada en el Top 10 de la segunda semifinal y por lo tanto no pudo clasificarse para competir en la final. Más tarde se reveló que Albania quedó en el decimoquinto lugar de los dieciséis países participantes en la semifinal con 14 puntos.

## Antecedentes
Antes del concurso de 2024, Albania ha participado en el Festival de la Canción de Eurovisión 19 veces desde su primera participación en 2004. La posición más alta del país en el concurso, hasta el momento, ha sido el quinto lugar, que se logró en 2012 con la canción «Suus» interpretada por Rona Nishliu. Albania logró su segundo puesto más alto cuando participó por primera vez en 2004, con la canción «The Image of You» interpretada por Anjeza Shahini, terminando en séptimo lugar. Durante su mandato en el concurso, la nación no logró clasificarse para la final ocho veces, siendo la entrada de 2022 la más reciente que no clasificó. En 2023, la nación se clasificó para la final, quedando finalmente en el puesto 22 y sumando 76 puntos con la canción «Duje» interpretada por Albina y Familja Kelmendi.
La emisora nacional albanesa, Radio Televizioni Shqiptar (RTSH) (Radiotelevisión albanesa en español), transmite el concurso dentro de Albania y organiza Festivali i Këngës, un concurso musical anual que se ha utilizado constantemente como formato de selección nacional albanés para el concurso desde el debut del país en 2004. El 30 de agosto de 2023, la emisora confirmó la intención de Albania de participar en el concurso de 2024 y lanzó el avance de Festivali i Këngës; poco después, RTSH confirmó que seguirá utilizando el festival como método de selección albanés para el concurso.

## Antes de Eurovisión

### Festivali i Këngës
La representante de Albania en el Festival de la Canción de Eurovisión 2023 fue seleccionada durante la 62.ª edición del Festivali i Këngës, un concurso musical anual en Albania organizado por RTSH en el Palacio de Congresos de Tirana. El evento tendrá lugar entre el 19 y el 22 de diciembre de 2023 y será presentado por Adriana Matoshi y Kledi Kadiu. La ganadora del festival fue elegida por un jurado, mientras que en una televotación separada se eligió la candidatura de Albania a Eurovisión. La emisora abrió un período de solicitud para que los artistas y compositores interesados presentaran sus solicitudes el 1 de septiembre de 2023, hasta el 10 de octubre de 2023, y finalmente seleccionó a 30 concursantes. Después de que se anunciaran los concursantes, tres artistas se retiraron, pero todos fueron reemplazados por otros participantes.

### Final
La gran final del Festivali i Këngës se llevó a cabo el 22 de diciembre de 2023. Besa Kokëdhima con «Zemrën n'dorë» resultó ganadora de la votación del público y fue elegida representante de Albania para el Festival de la Canción de Eurovisión 2024.
| Código | Artista                  | Canción                |
| ------ | ------------------------ | ---------------------- |
| 1      | Stivi Ushe               | «Askush si ty»         |
| 2      | Besa Kokëdhima           | «Zemrën n'dorë»        |
| 3      | Mal Retkoceri            | «Çmendur»              |
| 4      | Eldis Arrnjeti           | «Një kujtim»           |
| 5      | Shpat Deda               | «S'mund t'fitoj pa ty» |
| 6      | Jehona Ponari            | «Evol»                 |
| 7      | PeterPan Quartet         | «Edhe një herë»        |
| 8      | Festina Mejzini          | «Melos»                |
| 9      | Kastro Zizo              | «2073»                 |
| 10     | Luan Durmishi            | «Përsëritja»           |
| 11     | Melodajn Mancaku         | «Nuk jemi më»          |
| 12     | Olsi Ballta              | «Unë»                  |
| 13     | Andi Tanko               | «Herë pas here»        |
| 14     | Sergio Hajdini           | «Uragan»               |
| 15     | Santino De Bartolo       | «Dua të rri me ty»     |
| 16     | Olimpia Smajlaj          | «Asaj»                 |
| 17     | Big Basta y Vesa Luma    | «Mbinatyrale»          |
| 18     | Elsa Lila                | «Mars»                 |
| 19     | Jasmina Hako             | «Ti»                   |
| 20     | Michela Paluca           | «Për veten»            |
| 21     | Anduel Kovaçi            | «Nan'»                 |
| 22     | Kleansa Susaj            | «Pikturë»              |
| 23     | Eden Baja                | «Ajër»                 |
| 24     | Erina and the Elementals | «Jetën n'skaj»         |
| 25     | Irma Lepuri              | «Më prit»              |
| 26     | Arsi Bako                | «Zgjohu»               |
| 27     | Tiri Gjoci               | «Në ëndërr»            |
| 28     | Besa Krasniqi            | «Esenciale»            |
| 29     | Bledi Kaso               | «Çdo gjë mbaroi»       |
| 30     | Troy Band                | «Horizonti i ëndrrave» |
| 31     | Martina Serreqi          | «Vetëm ty»             |

## En Eurovisión
El Festival de la Canción de Eurovisión 2024 se llevó a cabo en el Malmö Arena de Malmö, Suecia, y constó de dos semifinales llevadas a cabo en las respectivas fechas del 7 y 9 de mayo y la final el 11 de mayo de 2024. Todas las naciones, con excepción del país anfitrión y los «Cinco Grandes» (Francia, Alemania, Italia, España y el Reino Unido), deben clasificarse en una de las dos semifinales para poder competir por la final; los diez mejores países de cada semifinal pasarán a la final. El 30 de enero de 2024 se realizó un sorteo para determinar en cuál de las dos semifinales, así como en qué mitad del espectáculo actuará cada país; la Unión Europea de Radiodifusión (UER) divide a los países competidores en diferentes grupos según los patrones de votación de contiendas anteriores, y los países con historiales de votación favorables se colocan en el mismo grupo. Albania estaba prevista para la primera mitad de la segunda semifinal. Luego, los productores de los programas decidieron el orden de ejecución de las semifinales; Albania estaba programada para actuar en la posición 2.
En Albania, los tres programas del concurso se transmitieron por RTSH 1, RTSH Muzikë y Radio Tirana, con comentarios de Andri Xhahu.

### Presentación
Besa participó en los ensayos técnicos los días 29 de abril y 2 de mayo, seguidos de ensayos generales los días 8 y 9 de mayo. La puesta en escena de su interpretación de «Titan» en el concurso estuvo dirigida por Fredrik «Benke» Rydman (Suecia 2015 y Finlandia 2023) junto a Reija Wäre (Finlandia 2013 y 2019) y Melissa Thompson, y contó con dos coristas y tres bailarines de apoyo.

### Semifinal
Albania ocupó la posición 2, tras la entrada de Malta y antes de la entrada de Grecia. El país no fue anunciado entre los 10 clasificados de la semifinal y, por lo tanto, no pudo clasificarse para competir en la final. Más tarde se reveló que Albania quedó en decimoquinta posición en la semifinal con 14 puntos.

### Votación
A continuación se muestra un desglose de los puntos otorgados a Albania en la segunda semifinal. En la votación durante los tres espectáculos, cada país otorgó conjuntos de puntos del 1 al 8, 10 y 12: uno de su jurado profesional y el otro del televoto en la votación final, mientras que la votación semifinal se basó enteramente en el voto de los público. La composición exacta del jurado profesional y los resultados del jurado y del televoto de cada país se dieron a conocer después de la final. El jurado albanés estuvo formado por Rael Hoxha, Julian Bulku, Erina Seitllari, Olimpia Smajlaj y Zana Prela. En la segunda semifinal, Albania quedó en el puesto 15 con 14 puntos. Durante el transcurso del concurso, Albania otorgó sus 12 puntos a Israel en la segunda semifinal, y a Suiza (jurado) y Croacia (televoto) en la final.
El portavoz del jurado albanés en la final fue Andri Xhahu.

#### Puntos otorgados a Albania
| Puntaje   | Televoto   |
| --------- | ---------- |
| 12 puntos |            |
| 10 puntos |            |
| 8 puntos  |            |
| 7 puntos  |            |
| 6 puntos  |            |
| 5 puntos  | Grecia     |
| 4 puntos  | Italia     |
| 3 points  | Suiza      |
| 2 puntos  | San Marino |
| 1 punto   |            |

#### Puntos otorgados por Albania
| Puntaje   | Televoto     |
| --------- | ------------ |
| 12 points | Israel       |
| 10 points | Países Bajos |
| 8 points  | Grecia       |
| 7 points  | Georgia      |
| 6 points  | Armenia      |
| 5 points  | Suiza        |
| 4 points  | Austria      |
| 3 points  | Estonia      |
| 2 points  | Bélgica      |
| 1 point   | Noruega      |

| Puntaje   | Televoto | Jurado     |
| --------- | -------- | ---------- |
| 12 puntos | Croacia  | Suiza      |
| 10 puntos | Israel   | Italia     |
| 8 puntos  | Italia   | Armenia    |
| 7 puntos  | Ucrania  | Grecia     |
| 6 puntos  | Francia  | Noruega    |
| 5 puntos  | Chipre   | Portugal   |
| 4 puntos  | Grecia   | Luxemburgo |
| 3 puntos  | Suiza    | Croacia    |
| 2 puntos  | Serbia   | Eslovenia  |
| 1 punto   | Armenia  | Serbia     |

#### Resultados de votación detallados
El jurado de cada nación estuvo formado por cinco profesionales de la industria musical que son ciudadanos del país que representan, y sus nombres se publicaron antes del concurso para garantizar la transparencia. Este jurado juzgó cada trabajo en función de: capacidad vocal; la representación escénica; la composición y originalidad de la canción; y la impresión general por el acto. Además, a ningún miembro de un jurado nacional se le permitió estar relacionado de ninguna manera con ninguno de los actos en competencia de tal manera que no pudiera votar de manera imparcial e independiente. Las clasificaciones individuales de cada miembro del jurado, así como los resultados del televoto a nivel nacional, se publicaron poco después de la gran final.
El jurado albanés estaba formado por los siguientes miembros:
- Rael Hoxha
- Julian Bulku
- Erina Seitllari
- Olimpia Smajlaj
- Zana Prela

| Sorteo | País            | Televoto | Televoto |
| Sorteo | País            | Posición | Puntos   |
| ------ | --------------- | -------- | -------- |
| 01     | Malta           | 14       |          |
| 02     | Albania         |          |          |
| 03     | Grecia          | 3        | 8        |
| 04     | Suiza           | 6        | 5        |
| 05     | República Checa | 11       |          |
| 06     | Austria         | 7        | 4        |
| 07     | Dinamarca       | 13       |          |
| 08     | Armenia         | 5        | 6        |
| 09     | Letonia         | 12       |          |
| 10     | San Marino      | 15       |          |
| 11     | Georgia         | 4        | 7        |
| 12     | Bélgica         | 9        | 2        |
| 13     | Estonia         | 8        | 3        |
| 14     | Israel          | 1        | 12       |
| 15     | Noruega         | 10       | 1        |
| 16     | Países Bajos    | 2        | 10       |

| Sorteo | País         | Jurado   | Jurado   | Jurado   | Jurado   | Jurado   | Jurado   | Jurado | Televoto | Televoto |
| Sorteo | País         | Jurado A | Jurado B | Jurado C | Jurado D | Jurado E | Posición | Puntos | Posición | Puntos   |
| ------ | ------------ | -------- | -------- | -------- | -------- | -------- | -------- | ------ | -------- | -------- |
| 01     | Suecia       | 12       | 14       | 23       | 12       | 26       | 19       |        | 12       |          |
| 02     | Ucrania      | 17       | 11       | 22       | 16       | 9        | 14       |        | 4        | 7        |
| 03     | Alemania     | 18       | 17       | 15       | 13       | 10       | 16       |        | 16       |          |
| 04     | Luxemburgo   | 6        | 20       | 4        | 6        | 11       | 7        | 4      | 22       |          |
| 05     | Países Bajos | 26       | 25       | 14       | 17       | 8        | 17       |        | —        |          |
| 06     | Israel       | 22       | 24       | 26       | 22       | 12       | 23       |        | 2        | 10       |
| 07     | Lituania     | 21       | 12       | 20       | 15       | 23       | 21       |        | 19       |          |
| 08     | España       | 23       | 23       | 18       | 26       | 25       | 25       |        | 14       |          |
| 09     | Estonia      | 7        | 22       | 19       | 19       | 16       | 15       |        | 23       |          |
| 10     | Irlanda      | 19       | 21       | 13       | 3        | 17       | 12       |        | 11       |          |
| 11     | Letonia      | 16       | 13       | 21       | 23       | 18       | 22       |        | 24       |          |
| 12     | Grecia       | 5        | 2        | 12       | 8        | 3        | 4        | 7      | 7        | 4        |
| 13     | Reino Unido  | 15       | 8        | 8        | 25       | 7        | 11       |        | 25       |          |
| 14     | Noruega      | 11       | 19       | 2        | 4        | 6        | 5        | 6      | 15       |          |
| 15     | Italia       | 3        | 6        | 3        | 1        | 2        | 2        | 10     | 3        | 8        |
| 16     | Serbia       | 8        | 7        | 9        | 9        | 14       | 10       | 1      | 9        | 2        |
| 17     | Finlandia    | 20       | 18       | 11       | 21       | 15       | 20       |        | 21       |          |
| 18     | Portugal     | 2        | 4        | 10       | 10       | 13       | 6        | 5      | 20       |          |
| 19     | Armenia      | 4        | 3        | 5        | 5        | 1        | 3        | 8      | 10       | 1        |
| 20     | Chipre       | 24       | 16       | 24       | 20       | 19       | 24       |        | 6        | 5        |
| 21     | Suiza        | 1        | 1        | 1        | 2        | 5        | 1        | 12     | 8        | 3        |
| 22     | Eslovenia    | 10       | 5        | 7        | 11       | 20       | 9        | 2      | 17       |          |
| 23     | Croacia      | 9        | 9        | 6        | 7        | 21       | 8        | 3      | 1        | 12       |
| 24     | Georgia      | 14       | 10       | 16       | 18       | 22       | 18       |        | 13       |          |
| 25     | Francia      | 13       | 15       | 17       | 14       | 4        | 13       |        | 5        | 6        |
| 26     | Austria      | 25       | 26       | 25       | 24       | 24       | 26       |        | 18       |          |